# NGC 450
NGC 450 là một thiên hà xoắn ốc nằm trong chòm sao Kình Ngư. Nó được phát hiện vào năm 1785 bởi William Herschel. NGC 450 có một người bạn đồng hành rất thân thiết, UGC 807 (hoặc PGC 4545), được gắn ở phía đông bắc của quầng sáng. UGC 807 xuất hiện khá mờ nhạt, khá nhỏ và kéo dài. Mặc dù thực tế là UGC 807 dường như tạo thành một hệ thống kép, người bạn đồng hành có dịch chuyển đỏ lớn hơn sáu lần so với NGC 450, vì vậy chúng là một cặp tầm nhìn.